# Христо Върбенов
Христо Георгиев Върбенов e български общественик от Македония.

## Биография
Роден е през 1848 година в село Емборе, Османската империя, днес Емборио, Гърция. Брат е на Наум и Никола Върбенови, Димитър Константинов му е брат по майка, а Димитър Македонски му е първи братовчед. На 12 години заминава за Цариград. По-късно се заселва в Плевен, където снабдява османските военни части с вино и зърнени храни. По-нататък с друг българин от Македония Димитър Константинов учредява фирма за зърнени храни. Постепенно имотите му нарастват до 1000 декара. Подпомага финансово революционното движение в Македония. Има син Димитър Върбенов, който е виден български политик. 
Депутат е в XII обикновено народно събрание (1902 - 1903).
Умира през 1903 година в Плевен.
Дъщеря му Олга е женена за генерал Григор Грънчаров.